# Poblado C-28 Coronel Gregorio Méndez Magaña
Poblado C-28 Coronel Gregorio Méndez Magaña es un poblado del municipio de Cárdenas ubicado en la subregión de la Chontalpa del estado mexicano de Tabasco.

## Geografía
La localidad se ubica a 13.2 kilómetros (en dirección oeste) de la localidad de Cárdenas, la cabecera y lugar más poblado del municipio. Se sitúa en las coordenadas geográficas 18°01′21″N 93°29′57″O / 18.022500, -93.499167, a una elevación de 10 metros sobre el nivel del mar.

## Demografía
Según el Conteo de Población y Vivienda 2020, efectuado por el Instituto Nacional de Estadística y Geografía, la localidad de Poblado C-28 Coronel Gregorio Méndez Magaña tiene 6,373 habitantes, de los cuales 3,209 son del sexo masculino y 3,164 del sexo femenino. Su tasa de fecundidad es de 2.63 hijos por mujer y tiene 1,641 viviendas particulares habitadas.
| Gráfica de evolución demográfica de Poblado C-28 Coronel Gregorio Méndez Magaña entre 1930 y 2020 |
|                                                                                                   |
| INEGI.                                                                                            |